# Concacaf League 2018
Concacaf League 2018 var den andra säsongen av Concacaf League, Concacafs andra fotbollsturnering. Turneringen hölls mellan 31 juli och 1 november, som vanns av Herediano från Costa Rica som i finalen besegrade Motagua från Honduras. Herediano kvalificerade sig för Concacaf Champions League 2019.

## Slutspelsträd
|  | Åttondelsfinaler       | Åttondelsfinaler | Åttondelsfinaler | Åttondelsfinaler |           |   | Kvartsfinaler | Kvartsfinaler | Kvartsfinaler | Kvartsfinaler |  |  | Semifinaler | Semifinaler | Semifinaler | Semifinaler |  |  | Final | Final | Final | Final |
|  |                        |                  |                  |                  |           |   |               |               |               |               |  |  |             |             |             |             |  |  |       |       |       |       |
|  |                        |                  |                  |                  |           |   |               |               |               |               |  |  |             |             |             |             |  |  |       |       |       |       |
|  |                        |                  |                  |                  |           |   |               |               |               |               |  |  |             |             |             |             |  |  |       |       |       |       |
|  | Herediano (BM)         | 1                | 1                | 2                |           |   |               |               |               |               |  |  |             |             |             |             |  |  |       |       |       |       |
|  | Herediano (BM)         | 1                | 1                | 2                |           |   |               |               |               |               |  |  |             |             |             |             |  |  |       |       |       |       |
|  | Santa Tecla            | 0                | 2                | 2                |           |   |               |               |               |               |  |  |             |             |             |             |  |  |       |       |       |       |
|  | Santa Tecla            | 0                | 2                | 2                | Herediano | 3 | 2             | 5             |               |               |  |  |             |             |             |             |  |  |       |       |       |       |
|  |                        |                  |                  |                  | Herediano | 3 | 2             | 5             |               |               |  |  |             |             |             |             |  |  |       |       |       |       |
|  |                        | Universitario    | 0                | 1                | 1         |   |               |               |               |               |  |  |             |             |             |             |  |  |       |       |       |       |
|  | Diriangén              | Universitario    | 0                | 1                | 1         | 0 | 1             | 1             |               |               |  |  |             |             |             |             |  |  |       |       |       |       |
|  | Diriangén              |                  |                  |                  |           | 0 | 1             | 1             |               |               |  |  |             |             |             |             |  |  |       |       |       |       |
|  | Universitario          | 4                | 3                | 7                |           |   |               |               |               |               |  |  |             |             |             |             |  |  |       |       |       |       |
|  | Universitario          | 4                | 3                | 7                | Herediano | 2 | 0             | 2             |               |               |  |  |             |             |             |             |  |  |       |       |       |       |
|  |                        |                  |                  |                  | Herediano | 2 | 0             | 2             |               |               |  |  |             |             |             |             |  |  |       |       |       |       |
|  |                        | Árabe Unido      | 0                | 1                | 1         |   |               |               |               |               |  |  |             |             |             |             |  |  |       |       |       |       |
|  | Fas                    | Árabe Unido      | 0                | 1                | 1         | 2 | 1             | 3             |               |               |  |  |             |             |             |             |  |  |       |       |       |       |
|  | Fas                    |                  |                  |                  |           | 2 | 1             | 3             |               |               |  |  |             |             |             |             |  |  |       |       |       |       |
|  | Pérez Zeledón          | 1                | 1                | 2                |           |   |               |               |               |               |  |  |             |             |             |             |  |  |       |       |       |       |
|  | Pérez Zeledón          | 1                | 1                | 2                | Fas       | 0 | 1             | 1             |               |               |  |  |             |             |             |             |  |  |       |       |       |       |
|  |                        |                  |                  |                  | Fas       | 0 | 1             | 1             |               |               |  |  |             |             |             |             |  |  |       |       |       |       |
|  |                        | Árabe Unido      | 1                | 3                | 4         |   |               |               |               |               |  |  |             |             |             |             |  |  |       |       |       |       |
|  | Árabe Unido            | Árabe Unido      | 1                | 3                | 4         | 3 | 1             | 4             |               |               |  |  |             |             |             |             |  |  |       |       |       |       |
|  | Árabe Unido            |                  |                  |                  |           | 3 | 1             | 4             |               |               |  |  |             |             |             |             |  |  |       |       |       |       |
|  | Arnett Gardens         | 0                | 2                | 2                |           |   |               |               |               |               |  |  |             |             |             |             |  |  |       |       |       |       |
|  | Arnett Gardens         | 0                | 2                | 2                | Herediano | 2 | 1             | 3             |               |               |  |  |             |             |             |             |  |  |       |       |       |       |
|  |                        |                  |                  |                  | Herediano | 2 | 1             | 3             |               |               |  |  |             |             |             |             |  |  |       |       |       |       |
|  |                        | Motagua          | 0                | 2                | 2         |   |               |               |               |               |  |  |             |             |             |             |  |  |       |       |       |       |
|  | Tauro                  | Motagua          | 0                | 2                | 2         | 1 | 1             | 2             |               |               |  |  |             |             |             |             |  |  |       |       |       |       |
|  | Tauro                  |                  |                  |                  |           | 1 | 1             | 2             |               |               |  |  |             |             |             |             |  |  |       |       |       |       |
|  | España                 | 0                | 1                | 1                |           |   |               |               |               |               |  |  |             |             |             |             |  |  |       |       |       |       |
|  | España                 | 0                | 1                | 1                | Tauro     | 3 | 4             | 7             |               |               |  |  |             |             |             |             |  |  |       |       |       |       |
|  |                        |                  |                  |                  | Tauro     | 3 | 4             | 7             |               |               |  |  |             |             |             |             |  |  |       |       |       |       |
|  |                        | Walter Ferretti  | 1                | 0                | 1         |   |               |               |               |               |  |  |             |             |             |             |  |  |       |       |       |       |
|  | Club Franciscain       | Walter Ferretti  | 1                | 0                | 1         | 1 | 0             | 1 (1)         |               |               |  |  |             |             |             |             |  |  |       |       |       |       |
|  | Club Franciscain       |                  |                  |                  |           | 1 | 0             | 1 (1)         |               |               |  |  |             |             |             |             |  |  |       |       |       |       |
|  | Walter Ferretti (str.) | 0                | 1                | 1 (4)            |           |   |               |               |               |               |  |  |             |             |             |             |  |  |       |       |       |       |
|  | Walter Ferretti (str.) | 0                | 1                | 1 (4)            | Tauro     | 2 | 0             | 2             |               |               |  |  |             |             |             |             |  |  |       |       |       |       |
|  |                        |                  |                  |                  | Tauro     | 2 | 0             | 2             |               |               |  |  |             |             |             |             |  |  |       |       |       |       |
|  |                        | Motagua          | 1                | 2                | 3         |   |               |               |               |               |  |  |             |             |             |             |  |  |       |       |       |       |
|  | Motagua                | Motagua          | 1                | 2                | 3         | 2 | 1             | 3             |               |               |  |  |             |             |             |             |  |  |       |       |       |       |
|  | Motagua                |                  |                  |                  |           | 2 | 1             | 3             |               |               |  |  |             |             |             |             |  |  |       |       |       |       |
|  | Belmopan Bandits       | 0                | 0                | 0                |           |   |               |               |               |               |  |  |             |             |             |             |  |  |       |       |       |       |
|  | Belmopan Bandits       | 0                | 0                | 0                | Motagua   | 3 | 2             | 5             |               |               |  |  |             |             |             |             |  |  |       |       |       |       |
|  |                        |                  |                  |                  | Motagua   | 3 | 2             | 5             |               |               |  |  |             |             |             |             |  |  |       |       |       |       |
|  |                        | Portmore United  | 2                | 0                | 2         |   |               |               |               |               |  |  |             |             |             |             |  |  |       |       |       |       |
|  | Santos                 | Portmore United  | 2                | 0                | 2         | 1 | 2             | 3 (6)         |               |               |  |  |             |             |             |             |  |  |       |       |       |       |
|  | Santos                 |                  |                  |                  |           | 1 | 2             | 3 (6)         |               |               |  |  |             |             |             |             |  |  |       |       |       |       |
|  | Portmore United (str.) | 2                | 1                | 3 (7)            |           |   |               |               |               |               |  |  |             |             |             |             |  |  |       |       |       |       |
|  | Portmore United (str.) | 2                | 1                | 3 (7)            |           |   |               |               |               |               |  |  |             |             |             |             |  |  |       |       |       |       |

## Åttondelsfinaler

### Sammanfattning
| Lag 1            | Totalt         | Lag 2            | Möte 1 | Möte 2 |
| Santos           | 3–3 (6–7 str.) | Portmore United  | 1–2    | 2–1    |
| Motagua          | 3–0            | Belmopan Bandits | 2–0    | 1–0    |
| Club Franciscain | 1–1 (1–4 str.) | Walter Ferretti  | 1–0    | 0–1    |
| Tauro            | 2–1            | España           | 1–0    | 1–1    |
| Árabe Unido      | 4–2            | Arnett Gardens   | 3–0    | 1–2    |
| Fas              | 3–2            | Pérez Zeledón    | 2–1    | 1–1    |
| Diriangén        | 1–7            | Universitario    | 0–4    | 1–3    |
| Herediano        | 00002–2 (BM)   | Santa Tecla      | 1–0    | 1–2    |

### Matcher
|             | 1 augusti 2018 | Santos                   | 1 – 2           | Portmore United                    | Estadio Nacional de Costa Rica                              |                                                             |
| 20:00 UTC−6 | 20:00 UTC−6    | Pablo Arboine 80′ (str.) | (0 – 2) Rapport | 14′ Jovan East 18′ Maalique Foster | San José Domare: Trevester Richards (Saint Kitts och Nevis) | San José Domare: Trevester Richards (Saint Kitts och Nevis) |
| 20:00 UTC−6 | 20:00 UTC−6    |                          |                 |                                    | San José Domare: Trevester Richards (Saint Kitts och Nevis) | San José Domare: Trevester Richards (Saint Kitts och Nevis) |
| 20:00 UTC−6 | 20:00 UTC−6    |                          |                 |                                    | San José Domare: Trevester Richards (Saint Kitts och Nevis) | San José Domare: Trevester Richards (Saint Kitts och Nevis) |

|             | 9 augusti 2018 | Portmore United | 1 – 2                      | Santos | Nationalstadion                                    |                                                    |
| 18:30 UTC−5 | 18:30 UTC−5    | Maalique Foster 45′                                                                                                   | (1 – 2) Rapport            | 30′ Ronaldo Dinolis 42′ Bryan López | Kingston Domare: Fernando Hernández Gómez (Mexiko) | Kingston Domare: Fernando Hernández Gómez (Mexiko) |
| 18:30 UTC−5 | 18:30 UTC−5    | |                            | | Kingston Domare: Fernando Hernández Gómez (Mexiko) | Kingston Domare: Fernando Hernández Gómez (Mexiko) |
| 18:30 UTC−5 | 18:30 UTC−5    | Maalique Foster Roberto Johnson Damano Solomon Venton Evans Ricardo Morris Jovan East Chavany Willis Rosario Harriott | Straffsparksläggning 7 – 6 | Wílmer Azofeifa Pablo Arboine Francisco Rodríguez Starling Matarrita Juan Diego Madrigal Edder Solórzano Michael Barquero Reimond Salas | Kingston Domare: Fernando Hernández Gómez (Mexiko) | Kingston Domare: Fernando Hernández Gómez (Mexiko) |

Ackumulerat slutresultatet 3–3. Portmore United avancerade till kvartsfinal efter straffsparksläggning.
|             | 31 juli 2018 | Motagua                                   | 2 – 0           | Belmopan Bandits | Estadio Tiburcio Carías Andino                |                                               |
| 20:00 UTC−6 | 20:00 UTC−6  | Kevin Josué López 47′ Matías Galvaliz 78′ | (0 – 0) Rapport |                  | Tegucigalpa Domare: Iván Barton (El Salvador) | Tegucigalpa Domare: Iván Barton (El Salvador) |
| 20:00 UTC−6 | 20:00 UTC−6  |                                           |                 |                  | Tegucigalpa Domare: Iván Barton (El Salvador) | Tegucigalpa Domare: Iván Barton (El Salvador) |
| 20:00 UTC−6 | 20:00 UTC−6  |                                           |                 |                  | Tegucigalpa Domare: Iván Barton (El Salvador) | Tegucigalpa Domare: Iván Barton (El Salvador) |

|             | 7 augusti 2018 | Belmopan Bandits | 0 – 1           | Motagua             | Isidoro Beaton Stadium                              |                                                     |
| 18:00 UTC−6 | 18:00 UTC−6    |                  | (0 – 0) Rapport | 56′ Roberto Moreira | Belmopan Domare: Juan Gabriel Calderón (Costa Rica) | Belmopan Domare: Juan Gabriel Calderón (Costa Rica) |
| 18:00 UTC−6 | 18:00 UTC−6    |                  |                 |                     | Belmopan Domare: Juan Gabriel Calderón (Costa Rica) | Belmopan Domare: Juan Gabriel Calderón (Costa Rica) |
| 18:00 UTC−6 | 18:00 UTC−6    |                  |                 |                     | Belmopan Domare: Juan Gabriel Calderón (Costa Rica) | Belmopan Domare: Juan Gabriel Calderón (Costa Rica) |

Motagua avancerade till kvartsfinal med det ackumulerade slutresultatet 3–0.
|             | 1 augusti 2018 | Club Franciscain  | 1 – 0           | Walter Ferretti | Stade Pierre-Aliker                         |                                             |
| 20:00 UTC−4 | 20:00 UTC−4    | Johnny Marajo 69′ | (0 – 0) Rapport |                 | Fort-de-France Domare: Reon Radix (Grenada) | Fort-de-France Domare: Reon Radix (Grenada) |
| 20:00 UTC−4 | 20:00 UTC−4    |                   |                 |                 | Fort-de-France Domare: Reon Radix (Grenada) | Fort-de-France Domare: Reon Radix (Grenada) |
| 20:00 UTC−4 | 20:00 UTC−4    |                   |                 |                 | Fort-de-France Domare: Reon Radix (Grenada) | Fort-de-France Domare: Reon Radix (Grenada) |

|             | 8 augusti 2018 | Walter Ferretti                                           | 1 – 0                      | Club Franciscain                                    | Estadio Eladio Rosabal Cordero                       |                                                      |
| 18:00 UTC−6 | 18:00 UTC−6    | Jeffrey Chávez 79′                                        | (0 – 0) Rapport            |                                                     | Heredia (Costa Rica) Domare: Oshane Nation (Jamaica) | Heredia (Costa Rica) Domare: Oshane Nation (Jamaica) |
| 18:00 UTC−6 | 18:00 UTC−6    |                                                           |                            |                                                     | Heredia (Costa Rica) Domare: Oshane Nation (Jamaica) | Heredia (Costa Rica) Domare: Oshane Nation (Jamaica) |
| 18:00 UTC−6 | 18:00 UTC−6    | Danilo Zúñiga Ervin Aguirre Denis Espinoza Maykel Montiel | Straffsparksläggning 4 – 1 | Jorick Ephestion Christophe Jougon Franciano Etinof | Heredia (Costa Rica) Domare: Oshane Nation (Jamaica) | Heredia (Costa Rica) Domare: Oshane Nation (Jamaica) |

Ackumulerat slutresultatet 1–1. Walter Ferretti avancerade till kvartsfinal efter straffsparksläggning.
|             | 2 augusti 2018 | Tauro             | 1 – 0           | España | Estadio Agustín Sánchez                          |                                                  |
| 19:00 UTC−5 | 19:00 UTC−5    | Edwin Aguilar 71′ | (0 – 0) Rapport |        | La Chorrera Domare: Ismael Cornejo (El Salvador) | La Chorrera Domare: Ismael Cornejo (El Salvador) |
| 19:00 UTC−5 | 19:00 UTC−5    |                   |                 |        | La Chorrera Domare: Ismael Cornejo (El Salvador) | La Chorrera Domare: Ismael Cornejo (El Salvador) |
| 19:00 UTC−5 | 19:00 UTC−5    |                   |                 |        | La Chorrera Domare: Ismael Cornejo (El Salvador) | La Chorrera Domare: Ismael Cornejo (El Salvador) |

|             | 9 augusti 2018 | España              | 1 – 1           | Tauro           | Estadio Olímpico Metropolitano                             |                                                            |
| 20:00 UTC−6 | 20:00 UTC−6    | David Velásquez 45′ | (1 – 1) Rapport | 9′ Armando Polo | San Pedro Sula Domare: Bryan López Castellanos (Guatemala) | San Pedro Sula Domare: Bryan López Castellanos (Guatemala) |
| 20:00 UTC−6 | 20:00 UTC−6    |                     |                 |                 | San Pedro Sula Domare: Bryan López Castellanos (Guatemala) | San Pedro Sula Domare: Bryan López Castellanos (Guatemala) |
| 20:00 UTC−6 | 20:00 UTC−6    |                     |                 |                 | San Pedro Sula Domare: Bryan López Castellanos (Guatemala) | San Pedro Sula Domare: Bryan López Castellanos (Guatemala) |

Tauro avancerade till kvartsfinal med det ackumulerade slutresultatet 2–1.
|             | 31 juli 2018 | Árabe Unido                                    | 3 – 0           | Arnett Gardens | Estadio Rommel Fernández                 |                                          |
| 19:00 UTC−5 | 19:00 UTC−5  | Chin Hormechea 58′, 81′ Jonathan Murillo 90+7′ | (0 – 0) Rapport |                | Panama City Domare: Rubiel Vazquez (USA) | Panama City Domare: Rubiel Vazquez (USA) |
| 19:00 UTC−5 | 19:00 UTC−5  |                                                |                 |                | Panama City Domare: Rubiel Vazquez (USA) | Panama City Domare: Rubiel Vazquez (USA) |
| 19:00 UTC−5 | 19:00 UTC−5  |                                                |                 |                | Panama City Domare: Rubiel Vazquez (USA) | Panama City Domare: Rubiel Vazquez (USA) |

|             | 9 augusti 2018 | Arnett Gardens                       | 2 – 1          | Árabe Unido         | Nationalstadion                           |                                           |
| 21:00 UTC−5 | 21:00 UTC−5    | Marvin Morgan Jr. 5′ Lamard Neil 64′ | (1 –1) Rapport | 29′ Leslie Heráldez | Kingston Domare: Gladwyn Johnson (Guyana) | Kingston Domare: Gladwyn Johnson (Guyana) |
| 21:00 UTC−5 | 21:00 UTC−5    |                                      |                |                     | Kingston Domare: Gladwyn Johnson (Guyana) | Kingston Domare: Gladwyn Johnson (Guyana) |
| 21:00 UTC−5 | 21:00 UTC−5    |                                      |                |                     | Kingston Domare: Gladwyn Johnson (Guyana) | Kingston Domare: Gladwyn Johnson (Guyana) |

Árabe Unido avancerade till kvartsfinal med det ackumulerade slutresultatet 4–2.
|             | 31 juli 2018 | Fas                                        | 2 – 1           | Pérez Zeledón  | Estadio Cuscatlán                             |                                               |
| 20:00 UTC−6 | 20:00 UTC−6  | Víctor Montaño 57′ Guillermo Stradella 80′ | (0 – 1) Rapport | 2′ Lauro Cazal | San Salvador Domare: Armando Villarreal (USA) | San Salvador Domare: Armando Villarreal (USA) |
| 20:00 UTC−6 | 20:00 UTC−6  |                                            |                 |                | San Salvador Domare: Armando Villarreal (USA) | San Salvador Domare: Armando Villarreal (USA) |
| 20:00 UTC−6 | 20:00 UTC−6  |                                            |                 |                | San Salvador Domare: Armando Villarreal (USA) | San Salvador Domare: Armando Villarreal (USA) |

|             | 7 augusti 2018 | Pérez Zeledón     | 1 – 1           | Fas                      | Estadio Alejandro Morera Soto            |                                          |
| 20:00 UTC−6 | 20:00 UTC−6    | Anthony López 62′ | (0 – 0) Rapport | 90+5′ (sjm.) Keilor Soto | Alajuela Domare: Oliver Vergara (Panama) | Alajuela Domare: Oliver Vergara (Panama) |
| 20:00 UTC−6 | 20:00 UTC−6    |                   |                 |                          | Alajuela Domare: Oliver Vergara (Panama) | Alajuela Domare: Oliver Vergara (Panama) |
| 20:00 UTC−6 | 20:00 UTC−6    |                   |                 |                          | Alajuela Domare: Oliver Vergara (Panama) | Alajuela Domare: Oliver Vergara (Panama) |

Fas avancerade till kvartsfinal med det ackumulerade slutresultatet 3–2.
|             | 1 augusti 2018 | Diriangén | 0 – 4           | Universitario                                                       | Estadio Eladio Rosabal Cordero                           |                                                          |
| 18:00 UTC−6 | 18:00 UTC−6    |           | (0 – 0) Rapport | 54′ (str.), 79′ Sergio Moreno 66′ Óscar Villarreal 77′ Josiel Núñez | Heredia (Costa Rica) Domare: Keylor Herrera (Costa Rica) | Heredia (Costa Rica) Domare: Keylor Herrera (Costa Rica) |
| 18:00 UTC−6 | 18:00 UTC−6    |           |                 |                                                                     | Heredia (Costa Rica) Domare: Keylor Herrera (Costa Rica) | Heredia (Costa Rica) Domare: Keylor Herrera (Costa Rica) |
| 18:00 UTC−6 | 18:00 UTC−6    |           |                 |                                                                     | Heredia (Costa Rica) Domare: Keylor Herrera (Costa Rica) | Heredia (Costa Rica) Domare: Keylor Herrera (Costa Rica) |

|             | 7 augusti 2018 | Universitario                              | 3 – 1           | Diriangén       | Estadio Agustín Sánchez                        |                                                |
| 19:00 UTC−5 | 19:00 UTC−5    | Óscar Villarreal 5′, 30′ Sergio Moreno 77′ | (2 – 0) Rapport | 86′ Erlyng Ruiz | La Chorrera Domare: Daneon Parchment (Jamaica) | La Chorrera Domare: Daneon Parchment (Jamaica) |
| 19:00 UTC−5 | 19:00 UTC−5    |                                            |                 |                 | La Chorrera Domare: Daneon Parchment (Jamaica) | La Chorrera Domare: Daneon Parchment (Jamaica) |
| 19:00 UTC−5 | 19:00 UTC−5    |                                            |                 |                 | La Chorrera Domare: Daneon Parchment (Jamaica) | La Chorrera Domare: Daneon Parchment (Jamaica) |

Universitario avancerade till kvartsfinal med det ackumulerade slutresultatet 7–1.
|             | 2 augusti 2018 | Herediano       | 1 – 0           | Santa Tecla | Estadio Eladio Rosabal Cordero        |                                       |
| 20:00 UTC−6 | 20:00 UTC−6    | Júnior Díaz 20′ | (1 – 0) Rapport |             | Heredia Domare: Yadel Martínez (Kuba) | Heredia Domare: Yadel Martínez (Kuba) |
| 20:00 UTC−6 | 20:00 UTC−6    |                 |                 |             | Heredia Domare: Yadel Martínez (Kuba) | Heredia Domare: Yadel Martínez (Kuba) |
| 20:00 UTC−6 | 20:00 UTC−6    |                 |                 |             | Heredia Domare: Yadel Martínez (Kuba) | Heredia Domare: Yadel Martínez (Kuba) |

|             | 8 augusti 2018 | Santa Tecla                             | 2 – 1           | Herediano         | Estadio Cuscatlán                             |                                               |
| 20:00 UTC−6 | 20:00 UTC−6    | Wilma Torres 16′ Ricardinho Paraiba 34′ | (2 – 1) Rapport | 41′ Yendrick Ruiz | San Salvador Domare: Said Martínez (Honduras) | San Salvador Domare: Said Martínez (Honduras) |
| 20:00 UTC−6 | 20:00 UTC−6    |                                         |                 |                   | San Salvador Domare: Said Martínez (Honduras) | San Salvador Domare: Said Martínez (Honduras) |
| 20:00 UTC−6 | 20:00 UTC−6    |                                         |                 |                   | San Salvador Domare: Said Martínez (Honduras) | San Salvador Domare: Said Martínez (Honduras) |

Ackumulerade slutresultatet 2–2. Herediano avancerade till kvartsfinal enligt bortamålsregeln

## Kvartsfinaler

### Sammanfattning
| Lag 1     | Totalt | Lag 2           | Möte 1 | Möte 2 |
| Motagua   | 5–2    | Portmore United | 3–2    | 2–0    |
| Tauro     | 7–1    | Walter Ferretti | 3–1    | 4–0    |
| Fas       | 1–4    | Árabe Unido     | 0–1    | 1–3    |
| Herediano | 5–1    | Universitario   | 3–0    | 2–1    |

### Matcher
|             | 23 augusti 2018 | Motagua                                        | 3 – 2           | Portmore United                   | Estadio Tiburcio Carías Andino           |                                          |
| 20:00 UTC−6 | 20:00 UTC−6     | Juan Pablo Montes 6′, 90+5′ Román Castillo 25′ | (2 – 0) Rapport | 67′ Ricardo Morris 81′ Jovan East | Tegucigalpa Domare: José Kellys (Panama) | Tegucigalpa Domare: José Kellys (Panama) |
| 20:00 UTC−6 | 20:00 UTC−6     |                                                |                 |                                   | Tegucigalpa Domare: José Kellys (Panama) | Tegucigalpa Domare: José Kellys (Panama) |
| 20:00 UTC−6 | 20:00 UTC−6     |                                                |                 |                                   | Tegucigalpa Domare: José Kellys (Panama) | Tegucigalpa Domare: José Kellys (Panama) |

|             | 30 augusti 2018 | Portmore United | 0 – 2           | Motagua                   | Nationalstadion                        |                                        |
| 21:00 UTC−5 | 21:00 UTC−5     |                 | (0 – 1) Rapport | 31′, 90+2′ Román Castillo | Kingston Domare: David Gantar (Kanada) | Kingston Domare: David Gantar (Kanada) |
| 21:00 UTC−5 | 21:00 UTC−5     |                 |                 |                           | Kingston Domare: David Gantar (Kanada) | Kingston Domare: David Gantar (Kanada) |
| 21:00 UTC−5 | 21:00 UTC−5     |                 |                 |                           | Kingston Domare: David Gantar (Kanada) | Kingston Domare: David Gantar (Kanada) |

Motagua avancerade till semifinal med det ackumulerade slutresultatet 5–2.
|             | 23 augusti 2018 | Tauro                                                        | 3 – 1           | Walter Ferretti            | Estadio Rommel Fernández                        |                                                 |
| 19:00 UTC−5 | 19:00 UTC−5     | Jesús González 12′ Armando Polo 43′ Edwin Aguilar 84′ (str.) | (2 – 1) Rapport | 22′ (str.) Bruno de Morais | Panama City Domare: Melvin Matamoros (Honduras) | Panama City Domare: Melvin Matamoros (Honduras) |
| 19:00 UTC−5 | 19:00 UTC−5     |                                                              |                 |                            | Panama City Domare: Melvin Matamoros (Honduras) | Panama City Domare: Melvin Matamoros (Honduras) |
| 19:00 UTC−5 | 19:00 UTC−5     |                                                              |                 |                            | Panama City Domare: Melvin Matamoros (Honduras) | Panama City Domare: Melvin Matamoros (Honduras) |

|             | 30 augusti 2018 | Walter Ferretti | 0 – 4           | Tauro                                                                        | Estadio Eladio Rosabal Cordero                           |                                                          |
| 18:00 UTC−6 | 18:00 UTC−6     |                 | (0 – 2) Rapport | 9′ Edwin Aguilar 33′ Ivan Anderson 77′ Enrico Small 90+3′ (str.)Armando Polo | Heredia (Costa Rica) Domare: Henry Bejarano (Costa Rica) | Heredia (Costa Rica) Domare: Henry Bejarano (Costa Rica) |
| 18:00 UTC−6 | 18:00 UTC−6     |                 |                 |                                                                              | Heredia (Costa Rica) Domare: Henry Bejarano (Costa Rica) | Heredia (Costa Rica) Domare: Henry Bejarano (Costa Rica) |
| 18:00 UTC−6 | 18:00 UTC−6     |                 |                 |                                                                              | Heredia (Costa Rica) Domare: Henry Bejarano (Costa Rica) | Heredia (Costa Rica) Domare: Henry Bejarano (Costa Rica) |

Tauro avancerade till semifinal med det ackumulerade slutresultatet 7–1.
|             | 21 augusti 2018 | Fas | 0 – 1           | Árabe Unido   | Estadio Cuscatlán                                         |                                                           |
| 20:00 UTC−6 | 20:00 UTC−6     |     | (0 – 0) Rapport | 88′ Faber Gil | San Salvador Domare: Kimbell Ward (Saint Kitts och Nevis) | San Salvador Domare: Kimbell Ward (Saint Kitts och Nevis) |
| 20:00 UTC−6 | 20:00 UTC−6     |     |                 |               | San Salvador Domare: Kimbell Ward (Saint Kitts och Nevis) | San Salvador Domare: Kimbell Ward (Saint Kitts och Nevis) |
| 20:00 UTC−6 | 20:00 UTC−6     |     |                 |               | San Salvador Domare: Kimbell Ward (Saint Kitts och Nevis) | San Salvador Domare: Kimbell Ward (Saint Kitts och Nevis) |

|             | 28 augusti 2018 | Árabe Unido                       | 3 – 1           | Fas             | Estadio Rommel Fernández                |                                         |
| 21:00 UTC−5 | 21:00 UTC−5     | Blas Pérez 51′, 62′ Faber Gil 76′ | (0 – 1) Rapport | 45′ Jorge Morán | Panama City Domare: Ismail Elfath (USA) | Panama City Domare: Ismail Elfath (USA) |
| 21:00 UTC−5 | 21:00 UTC−5     |                                   |                 |                 | Panama City Domare: Ismail Elfath (USA) | Panama City Domare: Ismail Elfath (USA) |
| 21:00 UTC−5 | 21:00 UTC−5     |                                   |                 |                 | Panama City Domare: Ismail Elfath (USA) | Panama City Domare: Ismail Elfath (USA) |

Árabe Unido avancerade till semifinal med det ackumulerade slutresultatet 4–1.
|             | 22 augusti 2018 | Herediano                              | 3 – 0           | Universitario | Estadio Eladio Rosabal Cordero                 |                                                |
| 20:00 UTC−6 | 20:00 UTC−6     | Jimmy Marín 20′ Yendrick Ruiz 78′, 85′ | (1 – 0) Rapport |               | Heredia Domare: Erick Miranda Galindo (Mexiko) | Heredia Domare: Erick Miranda Galindo (Mexiko) |
| 20:00 UTC−6 | 20:00 UTC−6     |                                        |                 |               | Heredia Domare: Erick Miranda Galindo (Mexiko) | Heredia Domare: Erick Miranda Galindo (Mexiko) |
| 20:00 UTC−6 | 20:00 UTC−6     |                                        |                 |               | Heredia Domare: Erick Miranda Galindo (Mexiko) | Heredia Domare: Erick Miranda Galindo (Mexiko) |

|             | 29 augusti 2018 | Universitario           | 1 – 2           | Herediano                                 | Estadio Agustín Sánchez                       |                                               |
| 21:00 UTC−5 | 21:00 UTC−5     | Keyner Brown 58′ (sjm.) | (0 – 0) Rapport | 62′ Keyner Brown 74′ José Guillermo Ortiz | La Chorrera Domare: Mario Escobar (Guatemala) | La Chorrera Domare: Mario Escobar (Guatemala) |
| 21:00 UTC−5 | 21:00 UTC−5     |                         |                 |                                           | La Chorrera Domare: Mario Escobar (Guatemala) | La Chorrera Domare: Mario Escobar (Guatemala) |
| 21:00 UTC−5 | 21:00 UTC−5     |                         |                 |                                           | La Chorrera Domare: Mario Escobar (Guatemala) | La Chorrera Domare: Mario Escobar (Guatemala) |

Herediano avancerade till semifinal med det ackumulerade slutresultatet 5–1.

## Semifinaler
Lagen som presterat bäst i turneringen spelar andra matchen på hemmaplan.
| Lag     | S | V | O | F | GM | IM | MS | P  |
| ------- | - | - | - | - | -- | -- | -- | -- |
| Motagua | 4 | 4 | 0 | 0 | 8  | 2  | +6 | 12 |
| Tauro   | 4 | 3 | 1 | 0 | 9  | 2  | +7 | 10 |

| Lag         | S | V | O | F | GM | IM | MS | P |
| ----------- | - | - | - | - | -- | -- | -- | - |
| Árabe Unido | 4 | 3 | 0 | 1 | 8  | 3  | +5 | 9 |
| Herediano   | 4 | 3 | 0 | 1 | 7  | 3  | +4 | 9 |

### Sammanfattning
| Lag 1     | Totalt | Lag 2       | Möte 1 | Möte 2 |
| Tauro     | 2–3    | Motagua     | 2–1    | 0–2    |
| Herediano | 2–1    | Árabe Unido | 2–0    | 0–1    |

### Matcher
|             | 20 september 2018 | Tauro                         | 2 – 1           | Motagua               | Estadio Rommel Fernández                      |                                               |
| 19:00 UTC−5 | 19:00 UTC−5       | Edwin Aguilar 12′, 55′ (str.) | (1 – 0) Rapport | 84′ Juan Pablo Montes | Panama City Domare: Iván Barton (El Salvador) | Panama City Domare: Iván Barton (El Salvador) |
| 19:00 UTC−5 | 19:00 UTC−5       |                               |                 |                       | Panama City Domare: Iván Barton (El Salvador) | Panama City Domare: Iván Barton (El Salvador) |
| 19:00 UTC−5 | 19:00 UTC−5       |                               |                 |                       | Panama City Domare: Iván Barton (El Salvador) | Panama City Domare: Iván Barton (El Salvador) |

|             | 27 september 2018 | Motagua                                          | 2 – 0           | Tauro | Estadio Tiburcio Carías Andino                           |                                                          |
| 20:00 UTC−6 | 20:00 UTC−6       | Roberto Moreira 42′ (str.) Kevin Josué López 73′ | (1 – 0) Rapport |       | Tegucigalpa Domare: Walter López Castellanos (Guatemala) | Tegucigalpa Domare: Walter López Castellanos (Guatemala) |
| 20:00 UTC−6 | 20:00 UTC−6       |                                                  |                 |       | Tegucigalpa Domare: Walter López Castellanos (Guatemala) | Tegucigalpa Domare: Walter López Castellanos (Guatemala) |
| 20:00 UTC−6 | 20:00 UTC−6       |                                                  |                 |       | Tegucigalpa Domare: Walter López Castellanos (Guatemala) | Tegucigalpa Domare: Walter López Castellanos (Guatemala) |

Motagua avancerade till final med det ackumulerade slutresultatet 3–2.
|             | 20 september 2018 | Herediano                       | 2 – 0           | Árabe Unido | Estadio Eladio Rosabal Cordero           |                                          |
| 20:00 UTC−6 | 20:00 UTC−6       | Yendrick Ruiz 28′ (str.), 90+2′ | (1 – 0) Rapport |             | Heredia Domare: Said Martínez (Honduras) | Heredia Domare: Said Martínez (Honduras) |
| 20:00 UTC−6 | 20:00 UTC−6       |                                 |                 |             | Heredia Domare: Said Martínez (Honduras) | Heredia Domare: Said Martínez (Honduras) |
| 20:00 UTC−6 | 20:00 UTC−6       |                                 |                 |             | Heredia Domare: Said Martínez (Honduras) | Heredia Domare: Said Martínez (Honduras) |

|             | 27 september 2018 | Árabe Unido         | 1 – 0           | Herediano | Estadio Rommel Fernández                    |                                             |
| 19:00 UTC−5 | 19:00 UTC−5       | Alexis Palacios 20′ | (1 – 0) Rapport |           | Panama City Domare: Oshane Nation (Jamaica) | Panama City Domare: Oshane Nation (Jamaica) |
| 19:00 UTC−5 | 19:00 UTC−5       |                     |                 |           | Panama City Domare: Oshane Nation (Jamaica) | Panama City Domare: Oshane Nation (Jamaica) |
| 19:00 UTC−5 | 19:00 UTC−5       |                     |                 |           | Panama City Domare: Oshane Nation (Jamaica) | Panama City Domare: Oshane Nation (Jamaica) |

Herediano avancerade till final med det ackumulerade slutresultatet 2–1.

## Final
Laget som presterat bäst i turneringen spelar andra matchen på hemmaplan.
| Lag       | S | V | O | F | GM | IM | MS | P  |
| --------- | - | - | - | - | -- | -- | -- | -- |
| Motagua   | 6 | 5 | 0 | 1 | 11 | 4  | +7 | 15 |
| Herediano | 6 | 4 | 0 | 2 | 9  | 4  | +5 | 12 |

### Första matchen
|             | 25 oktober 2018 | Herediano                      | 2 – 0           | Motagua | Estadio Eladio Rosabal Cordero               |                                              |
| 20:00 UTC−6 | 20:00 UTC−6     | Jimmy Marín 23′ Allan Cruz 62′ | (1 – 0) Rapport |         | Heredia Domare: Marco Antonio Ortiz (Mexiko) | Heredia Domare: Marco Antonio Ortiz (Mexiko) |
| 20:00 UTC−6 | 20:00 UTC−6     |                                |                 |         | Heredia Domare: Marco Antonio Ortiz (Mexiko) | Heredia Domare: Marco Antonio Ortiz (Mexiko) |
| 20:00 UTC−6 | 20:00 UTC−6     |                                |                 |         | Heredia Domare: Marco Antonio Ortiz (Mexiko) | Heredia Domare: Marco Antonio Ortiz (Mexiko) |

### Andra matchen
|             | 1 november 2018 | Motagua                   | 2 – 1           | Herediano       | Estadio Tiburcio Carías Andino                |                                               |
| 20:00 UTC−6 | 20:00 UTC−6     | Román Castillo 45+1′, 58′ | (1 – 0) Rapport | 85′ Jimmy Marín | Tegucigalpa Domare: Mario Escobar (Guatemala) | Tegucigalpa Domare: Mario Escobar (Guatemala) |
| 20:00 UTC−6 | 20:00 UTC−6     |                           |                 |                 | Tegucigalpa Domare: Mario Escobar (Guatemala) | Tegucigalpa Domare: Mario Escobar (Guatemala) |
| 20:00 UTC−6 | 20:00 UTC−6     |                           |                 |                 | Tegucigalpa Domare: Mario Escobar (Guatemala) | Tegucigalpa Domare: Mario Escobar (Guatemala) |